# Толстиково (Псковская область)
То́лстиково, или Толстяко́во — деревня в Островском районе Псковской области. Входит в состав Воронцовской волости.
Расположена в 22 км к востоку от города Остров и в 3 км к западу от волостного центра, села Воронцово.
Постоянное население по состоянию на 2000 год в деревне отсутствовало.